# Eric Kronberg
Eric Kronberg (* 7. Juni 1983 in Santa Rosa) ist ein ehemaliger US-amerikanischer Fußballspieler, der als Torwart eingesetzt wird. 

## Werdegang
Kronberg begann seine Karriere bei den Fresno State Bulldogs, wo er zwischen 2002 und 2003 aktiv war, und den California Golden Bears, bei denen Kronberg zwischen 2004 und 2005 eingesetzt wurde.
Im Jahr 2006 gelang Kronberg der Schritt von der University of California in die Major League Soccer. Zur Saison 2006 wurde er im MLS SuperDraft von den Kansas City Wizards, die mittlerweile den Namen Sporting Kansas City tragen, verpflichtet. In seinem ersten Jahr wurde er an die Fort Lauderdale Strikers ausgeliehen.
Sein erstes Spiel in der MLS spielte Kronberg am 23. Oktober 2010 gegen die San Jose Earthquakes, es blieb allerdings sein einziges Spiel der Saison 2010, in der ihm nur eine Rolle als Ersatzspieler zukam. Auch in der Saison 2011 war er Ersatzspieler und kam auf vier Ligaspieleinsätze in der Major League Soccer. In den Saisons MLS 2012 und 2013 blieb er sogar ohne jeden Einsatz, in der Saison 2014 konnte er sich bei Sporting Kansas City schließlich als Stammtorhüter durchsetzen, nachdem Jimmy Nielsen seine Karriere beendet hatte. Er kam auf 20 Ligaspieleinsätze, bis er sich im Juli 2010 seinen Finger brach und keine weiteren Saisonspiele mehr absolvieren konnte.
Kansas City entschied sich während der Saison 2014, den Vertrag mit Kronberg nicht zu verlängern. Kronberg wechselte daher zu Beginn der Saison 2015 zu Montreal Impact. Zeitweise wurde er 2015 an den FC Montréal ausgeliehen, für den er zweimal eingesetzt wurde. Bei Montreal konnte Kronberg sich allerdings nicht als Stammspieler etablieren, in den Saisons 2015 und 2016 kam er insgesamt nur in fünf Ligaspielen zum Einsatz. Mit Ende der Saison 2016 lief sein Vertrag aus, Montreal verlängerte ihn nicht. Kronberg beendete daraufhin schließlich seine professionelle Karriere.